# 卡塞伊角
卡塞伊角（英語：Cape Casey）是南極洲的海岬，位於葛拉漢地東部，處於貝文冰川以南，海拔高度755米，由英國探隊隊繪入地圖，現時由南極條約體系管理。
66°22′S 63°35′W / 66.367°S 63.583°W